# Краснопольская, Ксения Владиславовна
Ксения Владиславовна Краснопольская (род. 2 июля 1964 года) — российский учёный-гинеколог, член-корреспондент РАН (2016).
Дочь советского и российского хирурга, гинеколога, академик РАМН и РАН В. И. Краснопольского (1938—2022).
В 1987 году окончила лечебный факультет Московского медицинского стоматологического института, затем проходила учёбу в ординатуре и аспирантуре.
В 1993 году защитила кандидатскую диссертацию на тему «Постменопаузальный остеопороз (переломы костей, гормональная и негормональная терапия)».
С 1995 по 1996 годы — врач-гинеколог в медицинском центре «Лера».
С 1996 года по 2006 годы — старший научный сотрудник ПНИЛ охраны здоровья матери и ребёнка РГМУ имени Н. И. Пирогова.
В 2003 году защитила докторскую диссертацию на тему «Экстракорпоральное оплодотворение в комплексном лечении женского бесплодия».
С 2006 года по настоящее время — руководитель отделения репродуктологии МОНИИАГ.
Автор более 130 научных работ, руководств для врачей и методических рекомендаций.
Под её руководством защищено 7 кандидатских диссертаций.